# Chwee kueh

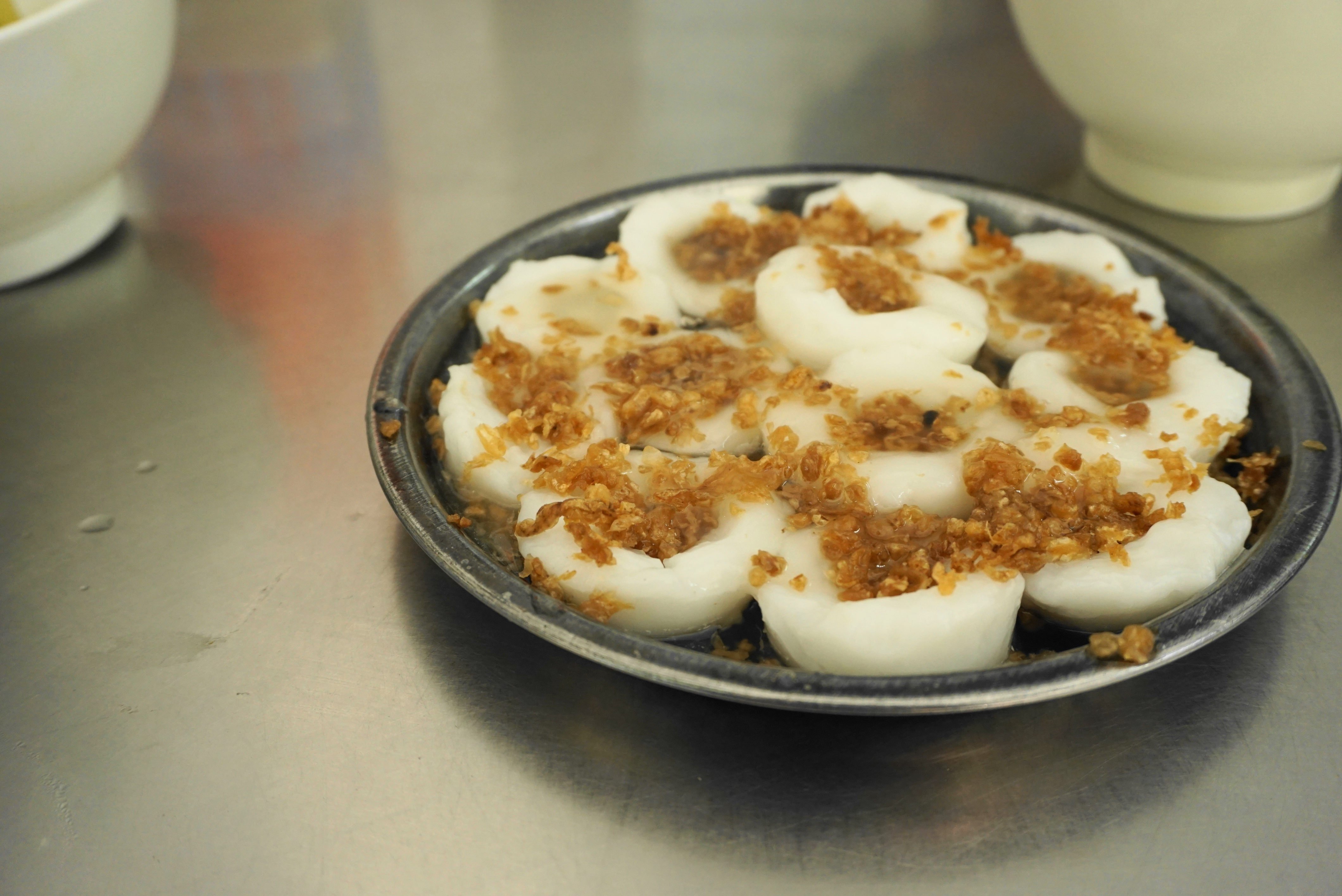
Chwee Kueh en Shantou, China

El chwee kueh o chwee kway es un tipo de pastel de arroz al vapor típico de Singapur y Johor (Malasia).
Para prepararlo se mezclan harina de arroz y agua para obtener una pasta ligeramente viscosa, que se pone en pequeños moldes con forma de copa parecidos a salseras. Entonces se cuecen al vapor, consiguiendo una característica forma ahuevada. Los pasteles de arroz se cubren con rábano encurtido picado y se sirven con salsa picante. El chwee kueh es un desayuno popular en Singapur y Johor.